# Sumé (kommun)
Sumé är en kommun i Brasilien.   Den ligger i delstaten Paraíba, i den östra delen av landet, 1 500 km nordost om huvudstaden Brasília. Antalet invånare är 16 072.
Följande samhällen finns i Sumé:
- Sumé

Omgivningarna runt Sumé är huvudsakligen savann. Runt Sumé är det glesbefolkat, med 18 invånare per kvadratkilometer.